# Italiens försvarsmakt
Italiens försvarsmakt (italienska: Forze armate italiane) består av vapenslagen armén, marinen, flygvapnet och karabinjärerna. Finanspolisen, Guardia di Finanza, är en militär kår underställd finansministeriet. Försvarsmakten är sedan 2005 en yrkesarmé. Soldaterna är av två slag, yrkessoldater med tillsvidareanställning (Volontari in Servizio Permanente, VSP) och kontraktsanställda på ett (Volontari in ferma prefissata ad 1 anno, VFP1) eller fyra år (Volontari in ferma prefissata ad 4 anno, VFP4). VSP rekryteras bland VFP4, som i sin tur rekryteras ur VFP1. Det finns också en äldre kontraktsanställningsform (Volontari in ferma breve, VFB), där ingen har anställts sedan 2005.

## Försvarsgrenarna

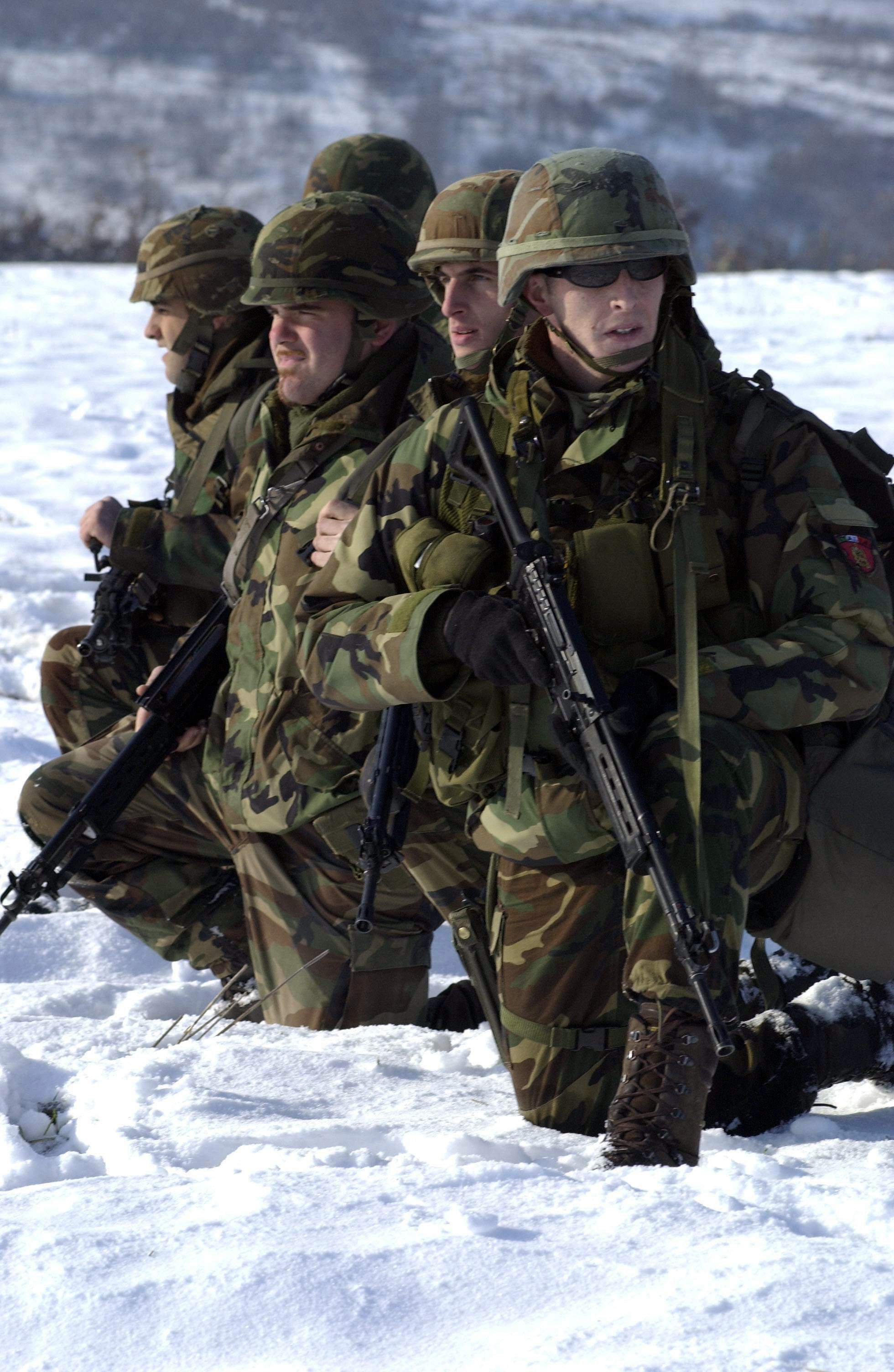
Italienska alpjägare i Kosovo 2003

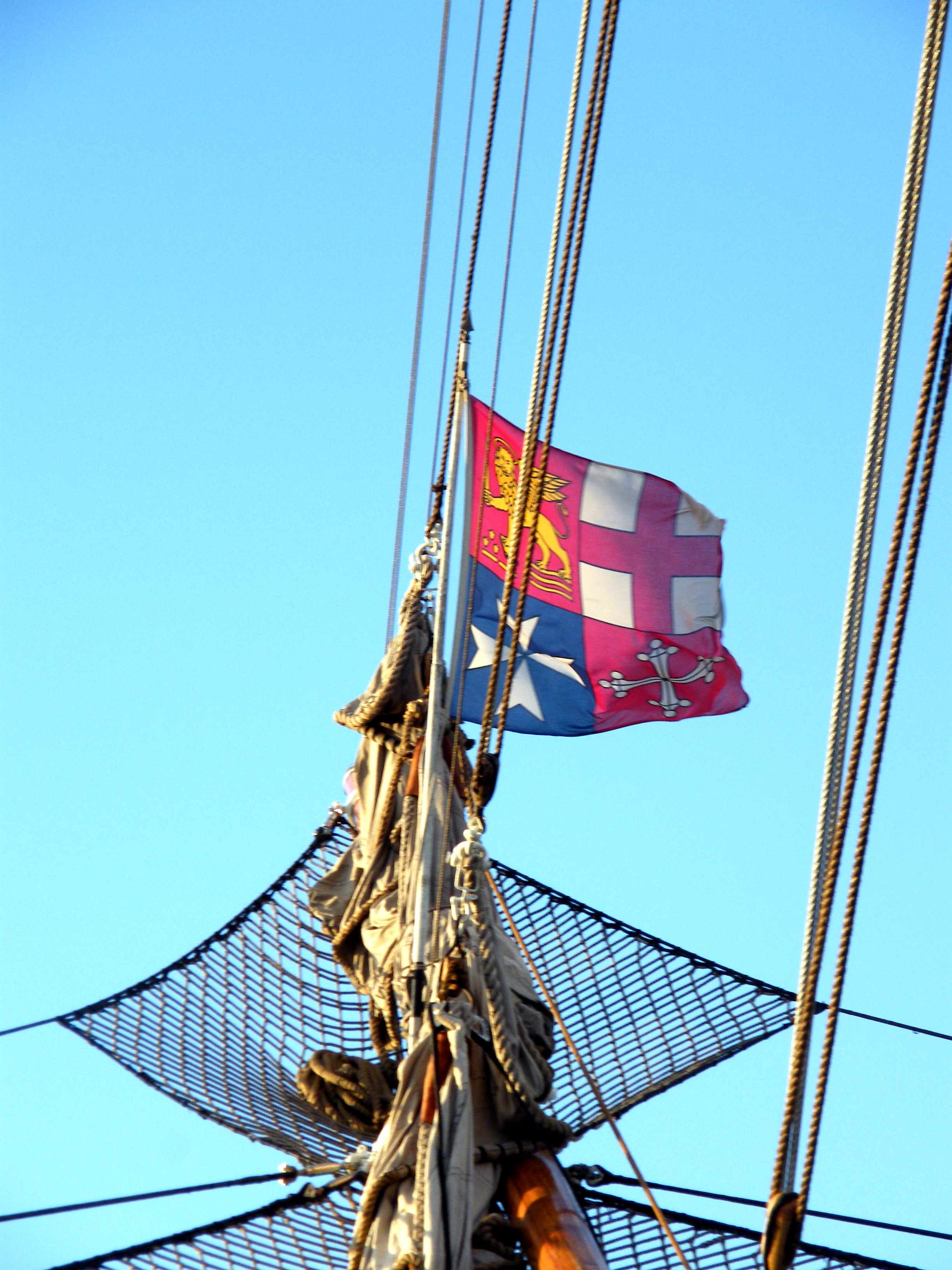
Örlogsgös på övningsfartyget Amerigo Vespucci 2008

### Armén
Den italienska armén - Esercito Italiano - har 113 000 soldater. Den består av åtta aktiva insatsbrigader, bemannad med yrkessoldater (VSP) och kontraktsanställda (VFP4), för internationella operationer och av tre territorialförsvarsbrigader, bemannad med konstraktsanställda (VFP1), för skydd och bevakning av den italienska statens nyckelinstitutioner. En av dessa brigader har, till exempel, till uppgift att skydda Rom och presidenten, regeringen och parlamentet.

### Marinen
Den italienska marinen - Marina Militare - har 34 000 sjömän. I den ingår följande större fartyg:
- 2 hangarfartyg
- 1 helikopterkryssare
- 4 jagare
- 14 fregatter
- 8 korvetter
- 7 ubåtar
- 3 landstigningsfartyg

Därtill kommer patrullbåtar, minröjningsfartyg,  trängfartyg och övningsfartyg.

#### Kustbevakningen
Den italienska kustbevakningen - Corpo delle Capitanerie di Porto - Guardia Costiera -  är en militär kår som organisatoriskt ingår i marinen, men operativt lyder under transportministeriet. Den består av 10 000 sjömän.

### Flygvapnet
I det italienska flygvapnet - Aeronautica Militare - ingår 64 010 soldater. De viktigaste flygstridsplattformarna är:
- 120 Eurofighter Typhoon,  jaktattack
- 100 Panavia Tornado, attack
- 100 Aermacchi AMX, attack

Dessutom finns 10 Lockheed Martin C-130 Hercules transportflygplan.

### Karabinjärerna
Karabinjärerna - Carabinieri - har 128 000 polissoldater fördelade på 537 karabinjärdistrikt och 4 671 karabinjärstationer, samt mobila förband och specialförband. Karabinjärerna lyder operativt under inrikesministeriet och har huvudansvaret för allmän ordning och säkerhet på landsbygden och i små städer, men finns överallt i Italien. Corazzieri är ett elitförband inom karabinjärerna som vaktar Italiens president.

### Guardia di Finanza
Finanspolisen - Guardia di Finanza - har 68 000 polissoldater. Det är en militär kår underställd finansministeriet.

## Personalstruktur

### Personalkårer

#### Soldater
Alla soldater börjar som Volontari in Ferma Prefissata di 1 anno (VFP1), kontraktsanställda soldater med ettårskontrakt. Bland dessa rekryteras sedan Volontari in Ferma Prefissata di 4 anni (VFP4), kontraktsanställda soldater med fyraårskontrakt. Yrkessoldater med tillsvidareanställning, Volontario in Servizio Permanente (VSP), rekryteras sedan från VFP4.

#### Gruppbefäl och plutonsbefäl
Gruppchefsaspiranter, Allievo Sergente, rekryteras från yrkessoldaterna (VSP).

#### Specialistofficerare
Specialistofficersaspiranter, Allievo Maresciallo, rekryteras dels från det civila livet bland unga män och kvinnor 17-21 år gamla med avlagd studentexamen med högskolebehörighet, dels internt bland gruppbefäl och plutonsbefäl med minst 4 års tjänst som sådana och som VSP eller bland VSP med minst 7 års tjänst. Aspiranterna genomgår en treårig utbildning, som leder till en högskoleexamen på grundnivå varefter de tillträder befattningar på plutonchefsnivå.

#### Officerare
Officersaspiranterna genomgår den italienska militärhögskolan, Accademia Militare i Modena, som är tvåårig och ger en grundläggande officersutbildning. Den nyutnämnde fänriken fortsätter sedan med tre års utbildning vid Scuola di Applicazione i Turin. Efter ett år i Turin avläggs en akademisk examen på grundnivå och befordran sker till löjtnant. Efter ytterligare två år avläggs en akademisk examen på avancerad nivå. 
Källor: 

### Militära grader

#### Officerare
| Officerare i den italienska armén | Officerare i den italienska armén | Officerare i den italienska armén | Officerare i den italienska armén | Officerare i den italienska armén | Officerare i den italienska armén | Officerare i den italienska armén | Officerare i den italienska armén | Officerare i den italienska armén | Officerare i den italienska armén | Officerare i den italienska armén | Officerare i den italienska armén |
| --------------------------------- | --------------------------------- | --------------------------------- | --------------------------------- | --------------------------------- | --------------------------------- | --------------------------------- | --------------------------------- | --------------------------------- | --------------------------------- | --------------------------------- | --------------------------------- |
|                                   |                                   |                                   |                                   |                                   |                                   |                                   |                                   |                                   |                                   |                                   |                                   |
|                                   | Generale                          | Generale di Corpo d’Armata        | Generale di Divisione             | Generale di Brigata               | Colonello                         | Tenente Colonello                 | Maggiore                          | Primo Capitano                    | Capitano                          | Tenente                           | Sottotenente                      |
|                                   | General                           | Generallöjtnant                   | Generalmajor                      | Brigadgeneral                     | Överste                           | Överstelöjtnant                   | Major                             | Kapten                            | Kapten                            | Löjtnant                          | Fänrik                            |
| NATO-kod                          | OF-9                              | OF-8                              | OF-7                              | OF-6                              | OF-5                              | OF-4                              | OF-3                              | OF-2                              | OF-2                              | OF-1                              | OF-1                              |

#### Specialistofficerare
|          |                                |                     |                     |                       |             |
|          | Primo Maresciallo Luogotenente | Primo Maresciallo   | Maresciallo Capo    | Maresciallo Ordinario | Maresciallo |
|          | Regementsförvaltare            | Regementsförvaltare | Regementsförvaltare | Förvaltare            | Förvaltare  |
| NATO-kod | OR-9                           | OR-9                | OR-9                | OR-8                  | OR-8        |

#### Gruppbefäl och plutonsbefäl
|          |                        |                   |          |
|          | Sergente Maggiore Capo | Sergente Maggiore | Sergente |
|          | Fanjunkare             | Förste sergeant   | Sergeant |
| NATO-kod | OR-7                   | OR-6              | OR-5     |

#### Soldater
|          |                                 |                          |                            |                           |                      |                    |              |
|          | Caporalmaggiore Capo Scelto VSP | Caporalmaggiore Capo VSP | Caporalmaggiore Scelto VSP | Primo Caporalmaggiore VSP | Caporalmaggiore VFP4 | Caporale VFP4 VFP1 | Soldato VFP1 |
|          | Korpral                         | Korpral                  | Korpral                    | Korpral                   | Vicekorpral          | Menig 1kl          | Menig        |
| NATO-kod | OR-4                            | OR-4                     | OR-4                       | OR-4                      | OR-3                 | OR-2               | OR-1         |